# Elisabeth Vogel

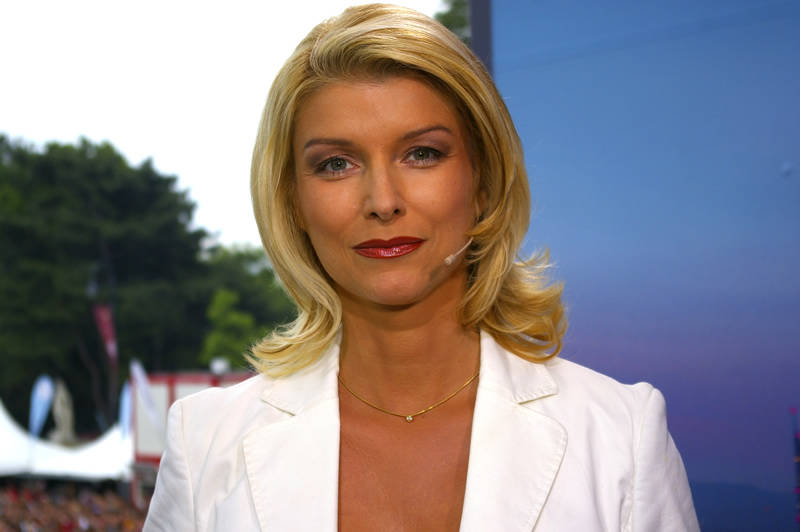
Elisabeth Vogel (2008)

Elisabeth Vogel (* 23. Oktober 1969 in Wien) ist eine österreichische ORF-Moderatorin.

## Schule und Ausbildung
Vogel besuchte die Volksschule und das Neusprachliche Gymnasium in Mödling. Ihr Studium der Handelswissenschaften an der WU Wien schloss sie im Jahr 1994 ab, 1995 folgte der Abschluss des Studiums Grafikdesign an der Hochschule für angewandte Kunst. Ende 2003 promovierte sie an der WU-Wien (Dr. rer. soc. oec.).

## Beruflicher Werdegang
In der Zeit von 1994 bis 2000 war Vogel beim ORF-Landesstudio Steiermark im Aktuellen Dienst als Redakteurin für Radio und Fernsehen beschäftigt; in dieser Tätigkeit moderierte sie Nachrichtensendungen im Radio und war von 1995 bis 2000 Moderatorin der täglichen ORF-Sendung „Steiermark heute“. Außerdem präsentierte sie diverse Sondersendungen wie "Licht ins Dunkel".
Im Jahr 2000 begann sie im ORF-Landesstudio Wien als Redakteurin und Moderatorin von „Wien heute“. Abwechselnd mit Kollegen übernahm sie dabei auch die Sendungsverantwortung.
Von Oktober 2002 bis Dezember 2005 präsentierte sie in ORF 2 das Magazin „Modern Times Gesundheit“.
Inzwischen ist sie die Hauptmoderatorin von „Wien heute“ und moderiert jede zweite Woche. Weitere Moderatoren sind Patrick Budgen, Ulrike Dobeš und Lukas Lattinger.